# Horcajo de la Sierra-Aoslos
Horcajo de la Sierra-Aoslos è un comune spagnolo di 125 abitanti situato nella comunità autonoma di Madrid.